# Западни Мојстир
Западни Мојстир је насеље у Србији у општини Тутин у Рашком округу. Према попису из 2022. било је 272 становника.

## Демографија
У насељу Западни Мојстир живи 314 пунолетних становника, а просечна старост становништва износи 28,3 година (27,0 код мушкараца и 29,7 код жена). У насељу има 93 домаћинства, а просечан број чланова по домаћинству је 5,43.
Ово насеље је великим делом насељено Бошњацима (према попису из 2002. године), а у последња три пописа, примећен је пад у броју становника.
|  |

| Демографија | Демографија | Демографија |
| Година      | Становника  | Становника  |
| ----------- | ----------- | ----------- |
| 1948.       | 601         |             |
| 1953.       | 641         |             |
| 1961.       | 588         |             |
| 1971.       | 733         |             |
| 1981.       | 637         |             |
| 1991.       | 562         | 562         |
| 2002.       | 505         | 549         |

| Етнички састав према попису из 2002.‍ | Етнички састав према попису из 2002.‍ | Етнички састав према попису из 2002.‍ | Етнички састав према попису из 2002.‍ | Етнички састав према попису из 2002.‍ |
| ------------------------------------ | ------------------------------------ | ------------------------------------ | ------------------------------------ | ------------------------------------ |
|                                      |                                      |                                      |                                      |                                      |
| Бошњаци                              | Бошњаци                              |                                      | 499                                  | 98,81%                               |
| Срби                                 | Срби                                 |                                      | 4                                    | 0,79%                                |
| непознато                            | непознато                            |                                      | 1                                    | 0,19%                                |

| Година пописа     | 1948. | 1953. | 1961. | 1971. | 1981. | 1991. | 2002. |
| ----------------- | ----- | ----- | ----- | ----- | ----- | ----- | ----- |
| Број домаћинстава | 88    | 99    | 86    | 224   | 105   | 91    | 93    |

| Број чланова      | 1 | 2 | 3  | 4  | 5  | 6  | 7  | 8 | 9 | 10 и више | Просек |
| ----------------- | - | - | -- | -- | -- | -- | -- | - | - | --------- | ------ |
| Број домаћинстава | 0 | 5 | 12 | 18 | 18 | 12 | 14 | 3 | 9 | 2         | 5,43   |

| Пол    | Укупно | Неожењен/Неудата | Ожењен/Удата | Удовац/Удовица | Разведен/Разведена | Непознато |
| ------ | ------ | ---------------- | ------------ | -------------- | ------------------ | --------- |
| Мушки  | 169    | 71               | 94           | 2              | 0                  | 2         |
| Женски | 176    | 52               | 106          | 17             | 0                  | 1         |
| УКУПНО | 345    | 123              | 200          | 19             | 0                  | 3         |

| Пол    | Укупно                    | Пољопривреда, лов и шумарство | Рибарство                            | Вађење руде и камена | Прерађивачка индустрија       |
| ------ | ------------------------- | ----------------------------- | ------------------------------------ | -------------------- | ----------------------------- |
| Мушки  | 86                        | 54                            | 0                                    | 0                    | 15                            |
| Женски | 45                        | 22                            | 0                                    | 0                    | 7                             |
| УКУПНО | 131                       | 76                            | 0                                    | 0                    | 22                            |
| Пол    | Производња и снабдевање   | Грађевинарство                | Трговина                             | Хотели и ресторани   | Саобраћај, складиштење и везе |
| Мушки  | 0                         | 2                             | 2                                    | 0                    | 1                             |
| Женски | 0                         | 0                             | 2                                    | 0                    | 0                             |
| УКУПНО | 0                         | 2                             | 4                                    | 0                    | 1                             |
| Пол    | Финансијско посредовање   | Некретнине                    | Државна управа и одбрана             | Образовање           | Здравствени и социјални рад   |
| Мушки  | 0                         | 0                             | 0                                    | 5                    | 2                             |
| Женски | 0                         | 0                             | 0                                    | 1                    | 1                             |
| УКУПНО | 0                         | 0                             | 0                                    | 6                    | 3                             |
| Пол    | Остале услужне активности | Приватна домаћинства          | Екстериторијалне организације и тела | Непознато            | Непознато                     |
| Мушки  | 0                         | 0                             | 0                                    | 5                    | 5                             |
| Женски | 1                         | 0                             | 0                                    | 11                   | 11                            |
| УКУПНО | 1                         | 0                             | 0                                    | 16                   | 16                            |